# Telasco Segovia
Telasco José Segovia Pérez (Barquisimeto, Lara, 2 de abril de 2003) es un futbolista venezolano que juega como mediocampista en el Inter de Miami de la Major League Soccer. Es internacional con la selección de fútbol de Venezuela.

## Trayectoria

### ACD Lara
Formado en las inferiores de la ACD Lara, el 8 de septiembre de 2019 debuta en el fútbol profesional con el equipo mayor, en la derrota 3 a 1 con Carabobo.

### Sampdoria
Fue fichado el 10 de agosto de 2022 por un contrato de cuatro años por la Sampdoria de la Serie A de Italia. Debutó oficialmente el 4 de junio de 2023 en la derrota 2:0 ante el Napoli, al entrar al minuto 89. Culminó la temporada jugando solo tres minutos en la Serie A mientras alternaba con el filial primavera, además, la Sampdoria descendió al quedar en el último lugar de la tabla.

### Casa Pía
Luego de quedar libre de la Sampdoria, Telasco ficha por el Casa Pia de la Primeira Liga de Portugal, por 3 años hasta junio de 2026.

### Inter de Miami
El 17 de enero de 2025, Segovia fue vendido por el Casa Pía al Inter de Miami, por aproximadamente 2 millones y medio de dólares y con contrato hasta 2029.
Hizo su primer gol el 22 de febrero de 2025 contra el New York City en el minuto 90+10'. En el Mundial de Clubes 2025 hizo gol en la fase de grupos contra el Porto en la victoria por 2 a 1, quedando eliminados en Octavos de final contra el PSG, perdiendo 4 a 0.

## Selección nacional
Debutó el 28 de enero de 2022 con la selección mayor de Venezuela, de la mano del profesor José Néstor Pékerman, en la  victoria sobre Bolivia por 4 a 1, por las eliminatorias al Mundial de Catar 2022.
Participó en el Torneo Maurice Revello de 2022 (anteriormente "Esperanzas de Toulon"), con la selección de Venezuela sub-23, donde consiguieron el subcampeonato cayendo ante la anfitriona Francia 2 por 1. En este partido, Telasco abrió el marcador al minuto 8, terminando goleador del equipo junto con Daniel Pérez con 2 tantos cada uno y a su vez recibiendo la distinción como Mejor Jugador del Torneo.

### Goles internacionales
| Goles con la selección | Goles con la selección  | Goles con la selección                            | Goles con la selección | Goles con la selección | Goles con la selección | Goles con la selección    |
| Gol                    | Fecha                   | Sede                                              | Oponente               | Marcador               | Resultado              | Competencia               |
| ---------------------- | ----------------------- | ------------------------------------------------- | ---------------------- | ---------------------- | ---------------------- | ------------------------- |
| 1.                     | 14 de noviembre de 2024 | Estadio Monumental de Maturín, Maturín, Venezuela | Brasil                 | 1 - 1                  | 1 - 1                  | Clasif. Copa Mundial 2026 |

## Estadísticas
| Clubes         | Temporada     | Liga          | Liga  | Liga  | Copas | Copas | Copas nacionales | Copas nacionales | Copas intercontinencionales | Copas intercontinencionales | Otros | Otros | Total | Total |
| Clubes         | Temporada     | División      | Part. | Goles | Part. | Goles | Part.            | Goles            | Part.                       | Goles                       | Part. | Goles | Part. | Goles |
| -------------- | ------------- | ------------- | ----- | ----- | ----- | ----- | ---------------- | ---------------- | --------------------------- | --------------------------- | ----- | ----- | ----- | ----- |
| Deportivo Lara | 2019          | Liga FUTVE    | 1     | 0     | 0     | 0     | —                | —                | —                           | —                           | —     | —     | 1     | 0     |
| Deportivo Lara | 2020          | Liga FUTVE    | 16    | 0     | 0     | 0     | —                | —                | —                           | —                           | —     | —     | 16    | 0     |
| Deportivo Lara | 2021          | Liga FUTVE    | 31    | 3     | 0     | 0     | —                | —                | 2                           | 0                           | —     | —     | 33    | 3     |
| Deportivo Lara | 2022          | Liga FUTVE    | 10    | 3     | 0     | 0     | —                | —                | 2                           | 0                           | —     | —     | 12    | 3     |
| Deportivo Lara | Total         | Total         | 58    | 6     | 0     | 0     | —                | —                | 4                           | 0                           | —     | —     | 62    | 6     |
| Sampdoria      | 2022–23       | Serie A       | 1     | 0     | 0     | 0     | —                | —                | —                           | —                           | —     | —     | 1     | 0     |
| Casa Pia       | 2023–24       | Primeira Liga | 16    | 0     | 1     | 0     | 0                | 0                | —                           | —                           | —     | —     | 17    | 0     |
| Casa Pia       | 2024–25       | Primeira Liga | 15    | 2     | 0     | 0     | 0                | 0                | —                           | —                           | —     | —     | 15    | 2     |
| Casa Pia       | Total         | Total         | 31    | 2     | 1     | 0     | 0                | 0                | —                           | —                           | —     | —     | 32    | 2     |
| Inter de Miami | 2025          | MLS           | 16    | 4     | 0     | 0     | —                | —                | 8                           | 0                           | 2     | 1     | 29    | 6     |
| Total carrera  | Total carrera | Total carrera | 107   | 11    | 1     | 0     | 0                | 0                | 12                          | 0                           | 5     | 2     | 124   | 14    |